# L'ultima onda
L'ultima onda (The Last Wave) è un film del 1977 diretto Peter Weir.

## Trama
Cambiamenti climatici, mutamenti di tempo e luce: questi ed altri insoliti eventi affliggono la città di Sydney. David Burton, un avvocato colpito anch'egli da strani fenomeni, decide di difendere un gruppo di aborigeni accusati dell'omicidio di un uomo. Che cosa aveva fatto quest'ultimo per meritare la morte? Quali segreti custodiscono gli aborigeni? Che cosa sta per accadere alla Terra? Terribili visioni oniriche cominciano a tormentare Burton, visioni che si ricollegano a strani sogni della sua infanzia. Precipitato in una dimensione a lui sconosciuta, Burton si rende conto che ciò a cui sta assistendo è l'apocalisse: una grande onda cresce pronta ad abbattersi sulla Terra.

## Produzione
La sceneggiatura del film, di Petru Popescu, è diventata un romanzo, pubblicato in Italia ad ottobre 2020 da Tre Editori.